# 山田奈都美
山田奈都美（日语：／ Yamada Natsumi，9月12日—）是日本的女性聲優，東京都出身。血型O型。Production Ace所屬。

## 人物
2009年以聲優團體一員的身分正式出道。
2013年的電視動畫《宮河家的空腹》為聲優出道作品。
2014年為電影《青鬼》演唱主題曲，同時也是作為歌手的出道作品。2015年與山田悠希組成雙人團體「Dual Flare」並演唱《新妹魔王的契約者BURST》的主題曲「Temperature」。
妹妹是Powerpit所屬的秋元美咲。
喜歡的聲優是在《當不成勇者的我，只好認真找工作了。》共同演出的田所梓。
與一同出演《宮河家的空腹》的曾和圓香、岩崎可苗是Production Ace演技研究所的同學。並把在同作品飾演宮河日向的島形麻衣奈當成姐姐一般欽慕。

## 演出作品
※粗體字表示說明飾演的主要角色。

### 戲劇
2004年
- 毛骨悚然撞鬼經驗 幻燈の下で

### 電視動畫
2013年
- 宮河家的空腹（小泉麻理奈老師[8]）
- 當不成勇者的我，只好認真找工作了。（拉姆提米亞·德·亞克賽梅夢露[9]、女性MC）

2014年
- （法拉夫君）

2015年
- 絕命制裁X（偶像）
- 空戰魔導士培訓生的教官（女子A）
- 對魔導學園35試驗小隊（星白流[10]、陪酒女性C）

2016年
- 為美好的世界獻上祝福！（公會的服務生、女性C、冒險者、女魔法使）
- 春太與千夏～春太與千夏共度青春～（排球部員B）
- 魔裝學園H×H（雅爾迪亞／？？？）
- 我太受歡迎了，該怎麼辦？（販賣者）

2017年
- 火影新世代BORUTO -NARUTO NEXT GENERATIONS-（伊豆野山葵）
- 武裝少女Machiavellianism（猿渡妮可[11]、女孩子、女學生）
- 辣妹與我的第一次（女學生A、辣妹D）
- 我的女友是個過度認真的處女bitch（西城梨奈[12]）

2018年
- 千緒的通學路（路人〈女〉、女子、公園的年輕女性、女學生、中下集團的女學生）

2019年
- RobiHachi（旅女子）
- Re:Stage！Dream Days♪（坂東美久龍[13]）
- 偶像夢幻祭（小孩）
- ACTORS -Songs Connection-（貓）

2020年
- Love Live! 虹咲學園學園偶像同好會（服飾同好會部長、新聞部員）

2021年
- 變身成黑辣妹之後就和死黨上床了。（女孩子、店員）
- Love Live! Superstar!!

2022年
- 史上最強大魔王轉生為村民A（小孩）

2024年
- 為美好的世界獻上祝福！3（冒險者）

### OVA
2018年
- 我的女友是個過度認真的處女bitch（西城梨奈）

### 遊戲
2014年
- 精靈使的劍舞〜DayDreamDuel〜（芙蘿拉）
- Heroes Placement（茶木·烏蕾西、薩布麗娜·葛蘭貝莉）

2015年
- 社團少女戰鬥（大原心珠[14]）
- Maiden Craft（鉢矢近衛[15]）
- 魔法氣泡！！Quest（蕾貝卡、希耶爾[16]）

2020年
- 怪物彈珠（草莓騎士）

### 廣播
- 當不成勇者的我們，只好認真開始廣播了。簡稱「勇者廣播」（Lantis網路廣播：2013年9月23日－2014年2月3日[17]）

## 音樂作品

### 單曲
| 枚 | 發售日        | 標題 | 規格編號 | 最高位 |
| -- | ------------- | ---- | -------- | ------ |
|    | 2014年6月23日 |      | AMG-8068 |        |

### 商業搭配
| 樂曲 | 商業搭配                   | 時期   |
| ---- | -------------------------- | ------ |
|      | 電視動畫《黑貓露西》片頭曲 | 2012年 |
|      | 電影《青鬼》主題曲         | 2014年 |

### 參加作品
| 發售日   | 專輯名稱                                                                 | 演唱名義 | 歌曲名稱                         | 商業搭配                                             |
| 2013年   | 2013年                                                                   | 2013年 | 2013年                           | 2013年                                               |
| -------- | ------------------------------------------------------------------------ | --- | -------------------------------- | ---------------------------------------------------- |
| 11月27日 |                                                                          | KANBAN娘。［菲諾（田所梓）、賽雅拉（島形麻衣奈）、諾娃（曾和圓香）、艾爾莎（新田惠海）、拉姆（山田奈都美）、羅亞（寶木久美）、艾莉（岩崎可苗）］ | 「」                             | 電視動畫《當不成勇者的我，只好認真找工作了。》角色歌 |
| 11月27日 | 菲諾（田所梓）、艾爾莎（新田惠海）、艾莉（岩崎可苗）、拉姆（山田奈都美） | 「」 |                                  | 電視動畫《當不成勇者的我，只好認真找工作了。》角色歌 |
| 2015年   |                                                                          | |                                  |                                                      |
| 11月4日  | Temperature                                                              | Dual Flare（山田悠希、山田奈都美） | 「Temperature」 「OWN WAY」 「」 | 電視動畫《新妹魔王的契約者 BURST》片尾曲             |

## 外部連結
- 事務所公開簡歷（日語）
- 山田奈都美的X（前Twitter）（日語）